# ISO 3166-2:TC
ISO 3166-2:TС — стандарт Международной организации по стандартизации, который определяет геокоды. Является подмножеством стандарта ISO 3166-2, относящимся к Теркс и Кайкосу. Геокод состоит из: кода Alpha2 по стандарту ISO 3166-1 для Теркс и Кайкоса — TC. Геокод являются подмножеством кода домена верхнего уровня — TC, присвоенного Теркс и Кайкосу в соответствии со стандартами ISO 3166-1.

## Геокоды Теркс и Кайкоса
| Название       | Alpha2 | Alpha3 | цифровой | Геокод по ISO 3166-2 | Статус  |
| -------------- | ------ | ------ | -------- | -------------------- | ------- |
| Теркс и Кайкос | TC     | TCA    | 796      | не определён         | острова |